# Ana Asensio
Ana Asensio (Madrid, 4 de abril de 1978) es una actriz, guionista y directora de cine española.

## Biografía
Ana Asensio nació el 4 de abril de 1978 en Madrid, España. Comenzó a actuar en obras de teatro para niños mientras todavía estudiaba Actuación y Filosofía en la Universidad Complutense de Madrid. En 2001 Asensio se mudó a la ciudad de Nueva York.
Ana Asensio fue una de las protagonistas de la popular serie de televisión española Nada es para siempre.
Su debut como directora cinematográfica fue con el largometraje titulado Most Beautiful Island, que se estrenó en el Festival de Cine SXSW de 2017, donde fue galardonada con el Gran Premio del Jurado a la mejor película de ficción, siendo el primer filme español en recibir esta distinción. Asensio también escribió el guion e interpretó el papel protagonista. Most Beautiful Island recibió críticas positivas en Rotten Tomatoes.
En 2023 se divulgó el rodaje en España de su segunda película como directora, titulada La niña de la cabra. Tras su paso por la 28ª edición del Festival de cine de Málaga, se anunció que el largometraje, ambientado en el Madrid de 1988 y centrado en los cuestionamientos vitales de una niña tras perder a su abuela y entablar amistad con otra niña que no se separa de su cabra, se estrenaría el 11 de abril de 2025.

## Filmografía
- La niña de la cabra (2025)
- Tu me manques (2019)
- Most Beautiful Island (2017)
- The Archive (2015)
- Todo es possible en el bajo (Serie de TV) (2012)
- Carne Cruda (2011)
- Zenith (2010)
- Las chicas de oro (Serie de TV) (2010)
- Mujeres de vida alegre (Serie de TV) (2010)
- The Afterlight (2009)
- Planta 25 (Serie de TV) (2008)
- La caja Kovak (2006)
- Betty la Flaca (2006)
- White (2005)
- Alone (2004)
- El lápiz del carpintero (2003)
- Intacto (2001)
- Nada es para siempre (Serie de TV) (1999–2000)
- Señor Alcalde (Serie de TV) (1998)
- Más que amigos (Serie de TV)

## Reconocimientos
- 2017: Most Beautiful Island (Gran Premio del jurado en el South by Southwest, más conocido como SXSW Film Festival).
- 2017: Most Beautiful Island (Premio Best Life & Liberty Film en el Sidewalk Film Festival).
- 2017: Most Beautiful Island (Premio de la Prensa en el Festival Internacional de Cine de Albacete Abycine).[9]
- 2018: Most Beautiful Island (Nominada en los Premios Independent Spirit para el premio John Cassavetes).[10]
- 2018: Most Beautiful Island (Premio del público en el Certamen Pantalla Zero del Festival de Cine de Alcalá de Henares 2018).